# Frencq
Frencq est une commune française située dans le département du Pas-de-Calais en région Hauts-de-France. Ses habitants sont appelés les Frencquois.
La commune fait partie de la communauté d'agglomération des Deux Baies en Montreuillois qui regroupe 46 communes et compte 65 760 habitants en 2021.

## Géographie

### Localisation
La commune de Frencq est située au sud-ouest du département du Pas-de-Calais, à 9 km au nord d'Étaples ainsi qu'à 13 km au nord-est du Touquet-Paris-Plage la station balnéaire de la Côte d'Opale, à 16 km au nord-ouest de Montreuil-sur-Mer (chef-lieu d'arrondissement) et à 22 km au sud de Boulogne-sur-Mer par la route.
Le territoire de la commune est limitrophe de ceux de neuf communes.
Les communes limitrophes sont  Cormont, Halinghen, Hubersent, Lefaux, Longvilliers, Tingry, Tubersent, Widehem et Étaples.

### Géologie et relief
La superficie de la commune est de 19,81 km2 ; son altitude varie de 18  à   150 mètres.

### Hydrographie
Le territoire de la commune est situé dans le bassin Artois-Picardie.
La commune est traversée par l'Huitrepin, aussi appelé ruisseau le Huitrepin, d'une longueur de 8,15 km, prend sa source dans la commune de Frencq et se jette dans la Canche au niveau de la commune de Tubersent. Ce cours d'eau a un petit affluent, le Motte, d'une longueur de 1,16 km, qui prend sa source dans la commune de Frencq et se jette dans l'Huitrepin au niveau de la commune.

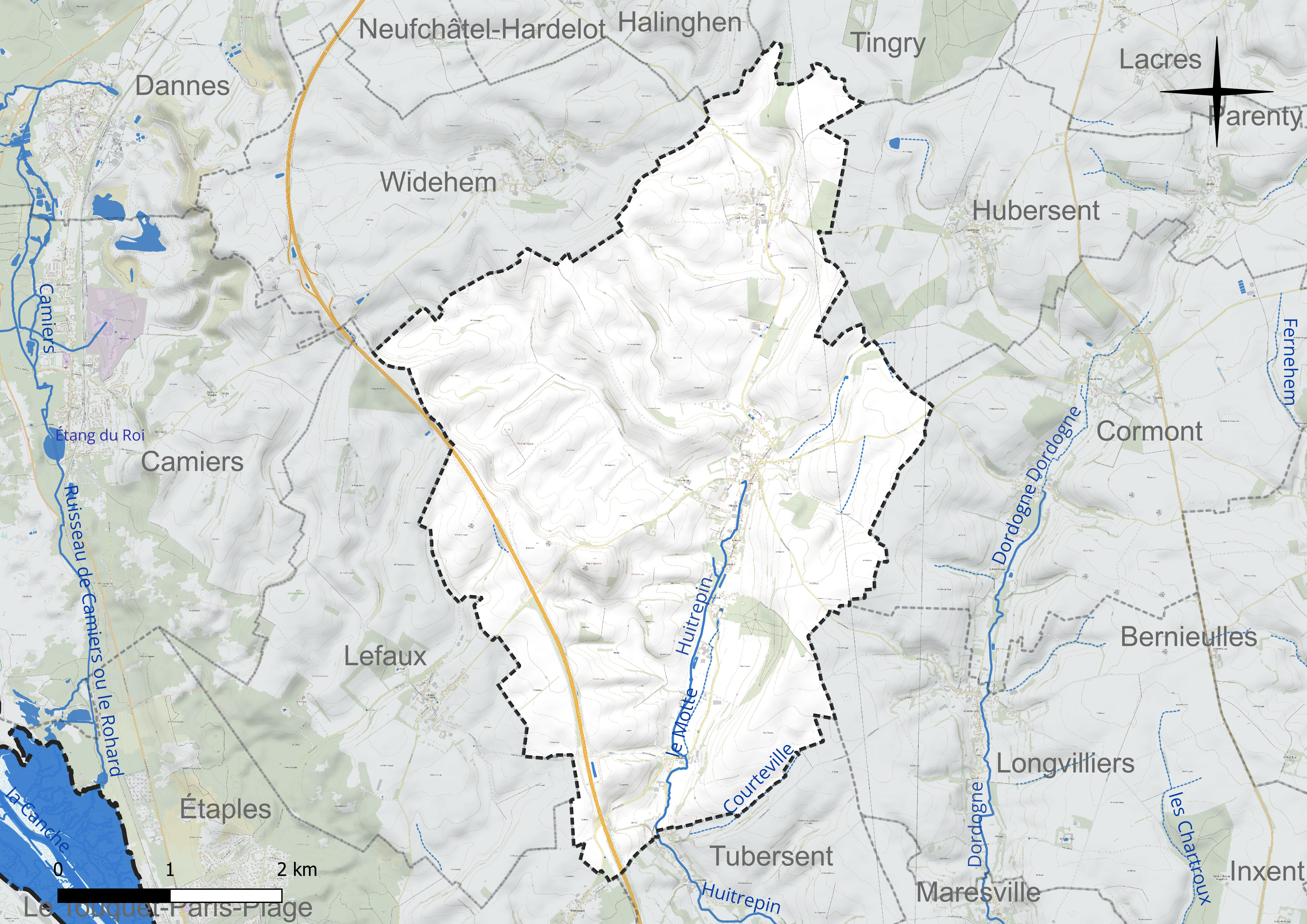
Réseau hydrographique de Frencq.

### Climat
Pour des articles plus généraux, voir Climat des Hauts-de-France et Climat du Pas-de-Calais.
En 2010, le climat de la commune est de type climat océanique franc, selon une étude du CNRS s'appuyant sur une série de données couvrant la période 1971-2000. En 2020, Météo-France publie une typologie des climats de la France métropolitaine dans laquelle la commune est exposée à un climat océanique et est dans la région climatique Côtes de la Manche orientale, caractérisée par un faible ensoleillement (1 550 h/an) ; forte humidité de l’air (plus de 20 h/jour avec humidité relative > 80 % en hiver), vents forts fréquents.
Pour la période 1971-2000, la température annuelle moyenne est de 10,3 °C, avec une amplitude thermique annuelle de 13 °C. Le cumul annuel moyen de précipitations est de 883 mm, avec 12,9 jours de précipitations en janvier et 8,3 jours en juillet. Pour la période 1991-2020, la température moyenne annuelle observée sur la station météorologique la plus proche, située sur la commune du Touquet-Paris-Plage à 9 km à vol d'oiseau, est de 11,2 °C et le cumul annuel moyen de précipitations est de 888,8 mm,. Pour l'avenir, les paramètres climatiques de la commune estimés pour 2050 selon différents scénarios d'émission de gaz à effet de serre sont consultables sur un site dédié publié par Météo-France en novembre 2022.

### Paysages
Pour un article plus général, voir Paysage en France.
La commune est située dans le « paysage montreuillois » tel que défini dans l’atlas des paysages de la région Nord-Pas-de-Calais, conçu par la direction régionale de l'Environnement, de l'Aménagement et du Logement (DREAL),. Ce paysage, qui concerne 98 communes, se délimite : à l’Ouest par des falaises qui, avec le recul de la mer, ont donné naissance aux bas-champs ourlées de dunes ; au Nord par la boutonnière du Boulonnais ; au sud par le vaste plateau formé par la vallée de l’Authie, et à l’Est par les paysages du Ternois et de Haut-Artois. Ce paysage régional, avec, dans son axe central, la vallée de la Canche et ses nombreux affluents comme la Course, la Créquoise, la Planquette…, offre une alternance de vallées et de plateaux, appelée « ondulations montreuilloises ». Dans ce paysage, et plus particulièrement sur les plateaux, on cultive la betterave sucrière, le blé et le maïs, et les plateaux entre la Ternoise et la Créquoise sont couverts de vastes massifs forestiers comme la forêt d'Hesdin, les bois de Fressin, Sains-lès-Fressin, Créquy….

### Milieux naturels et biodiversité

#### Espèces faunistiques et floristiques recensées
Le site de l’Inventaire national du patrimoine naturel (INPN) recense 417 espèces faunistiques et floristiques sur le territoire de la commune dont 75 protégées et 36 menacées.

## Urbanisme

### Typologie
Au 1er janvier 2024, Frencq est catégorisée commune rurale à habitat dispersé, selon la nouvelle grille communale de densité à sept niveaux définie par l'Insee en 2022.
Elle est située hors unité urbaine. Par ailleurs la commune fait partie de l'aire d'attraction d'Étaples - Le Touquet-Paris-Plage, dont elle est une commune de la couronne,. Cette aire, qui regroupe 21 communes, est catégorisée dans les aires de moins de 50 000 habitants,.

### Occupation des sols
L'occupation des sols, de la commune, est marquée par l'importance des terres arables (79,8 %). La répartition détaillée ressortant de la base de données européenne d'occupation biophysique des sols Corine Land Cover millésimée 2018 est la suivante : terres arables (79,8 %), prairies (13,6 %), zones agricoles hétérogènes (4,4 %), zones urbanisées (2,2 %). L'évolution de l’occupation des sols de la commune et de ses infrastructures peut être observée sur les différentes représentations cartographiques du territoire : la carte de Cassini (XVIIIe siècle), la carte d'état-major (1820-1866) et les cartes ou photos aériennes de l'IGN pour la période actuelle (1950 à aujourd'hui).

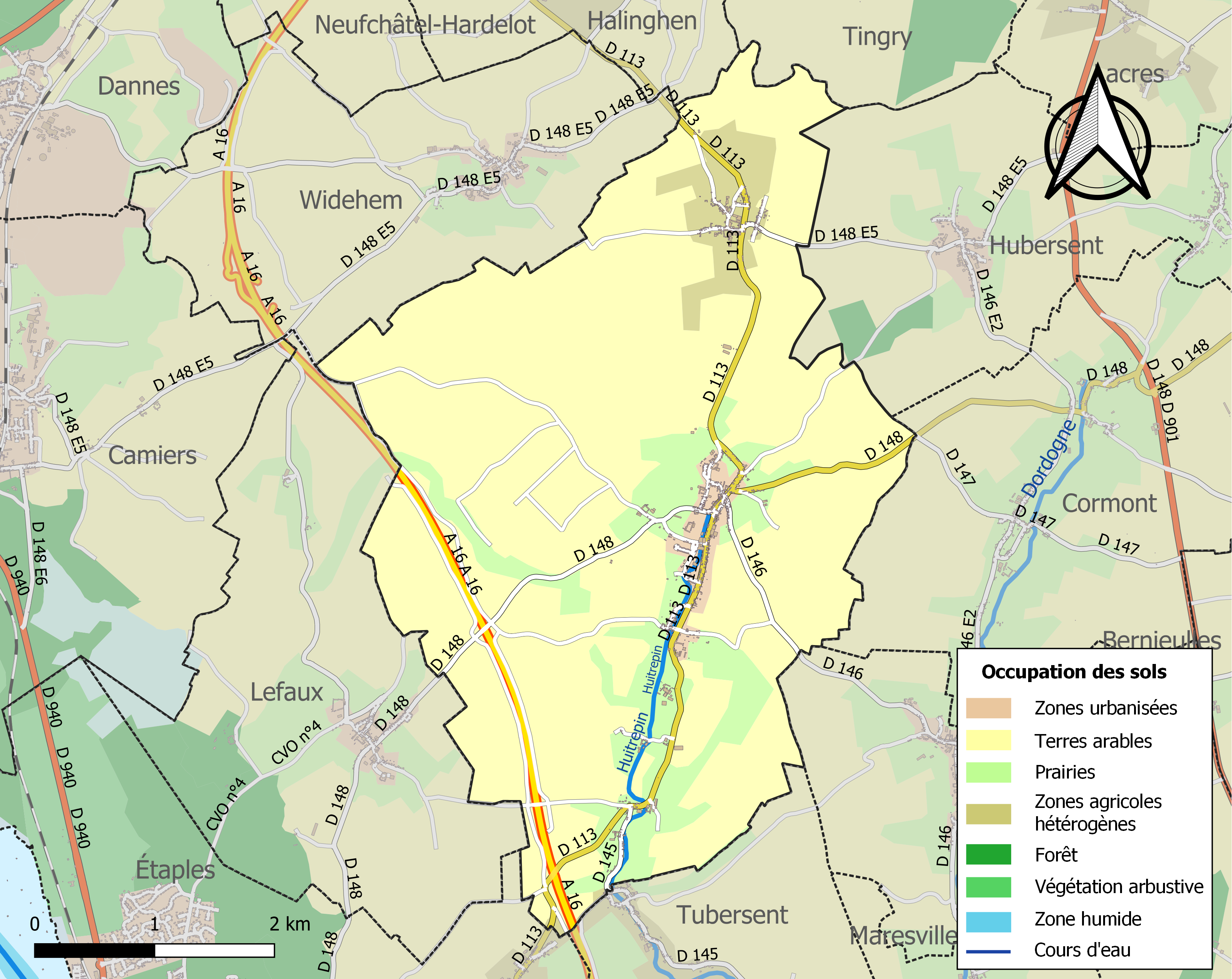
Carte des infrastructures et de l'occupation des sols de la commune en 2018 (CLC).

### Lieux-dits, hameaux et écarts
La commune est constituée de trois parties : le centre du village ou bourg, le hameau de Le Turne au nord et le hameau de Le Motte au sud. Au sud du bourg, on trouve les lieux-dits de Rosamel, avec le château de Rosamel, et de Lincres.

### Voies de communication et transports

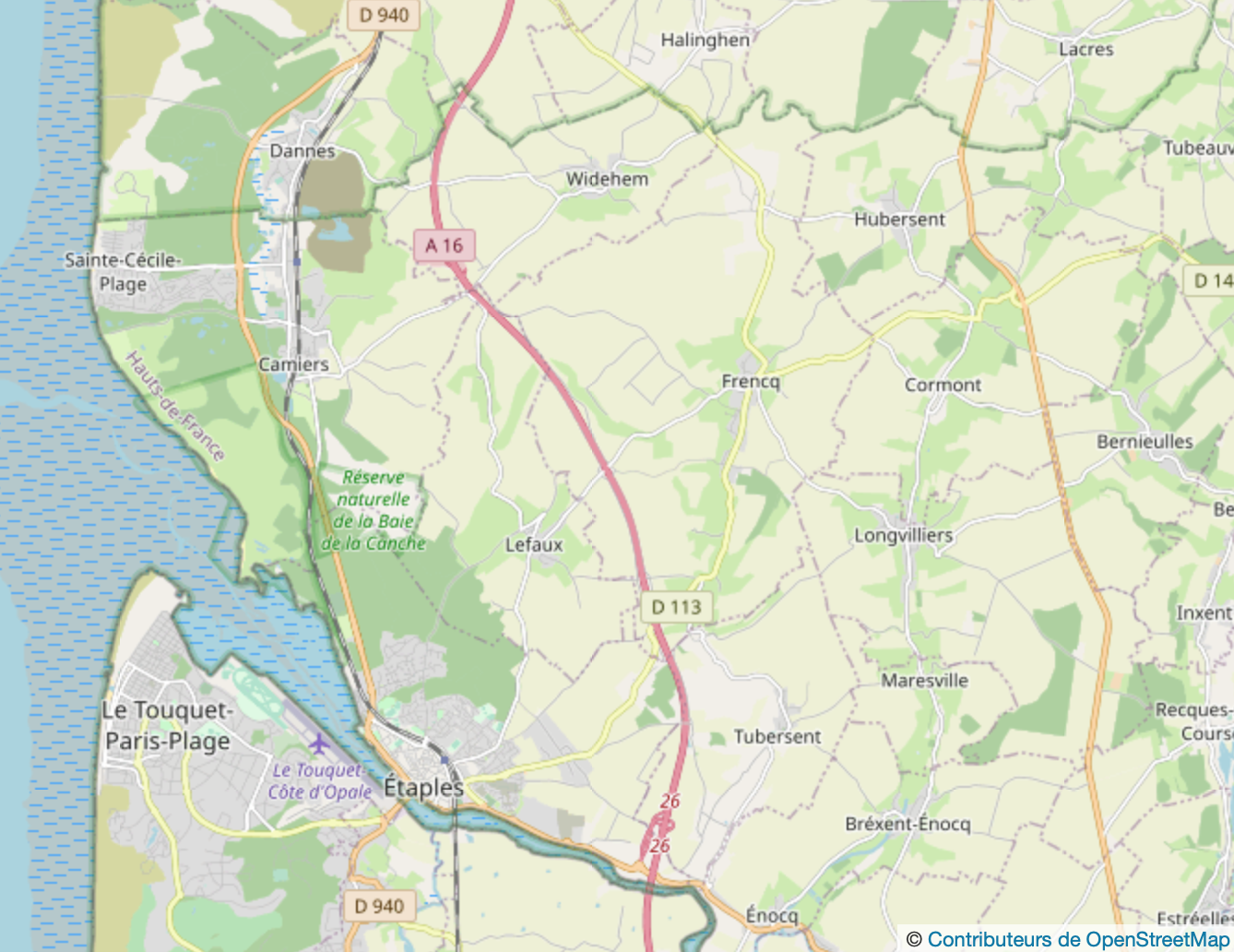
Les voies de communication (routières et ferroviaire).

#### Voies de communication
La commune de Frencq se trouve au croisement, de la D 113 venant de Neufchâtel-Hardelot au nord, et rejoignant Étaples au sud, de la D 148 venant de Coupelle-Vieille à l'est et rejoignant Étaples au sud-ouest, et de la D 146 venant de Longvilliers et arrivant au centre de la commune.
La commune est traversée, au sud-ouest, et reliée à l'autoroute A16 (qui relie la région Île-de-France à la frontière franco-belge), desservie, au nord, par la sortie no 27 « Neufchâtel-Hardelot » et, au sud, par la sortie no 26 « Étaples - Le Touquet ».

#### Transport ferroviaire
La commune est située à 9 km de la gare d'Étaples - Le Touquet qui est desservie par deux lignes : la ligne Paris-Boulogne et la ligne de Saint-Pol-sur-Ternoise à Étaples. Elle est desservie par des TGV, qui permettent de rejoindre les gares de Boulogne, Calais, Lille et Paris, par des Intercités vers Boulogne, Amiens et Paris et de nombreux TER Nord-Pas-de-Calais.

#### Transport aérien
La commune est située à proximité de l'aéroport du Touquet-Côte d'Opale situé à 11 km.

#### Voies de la commune

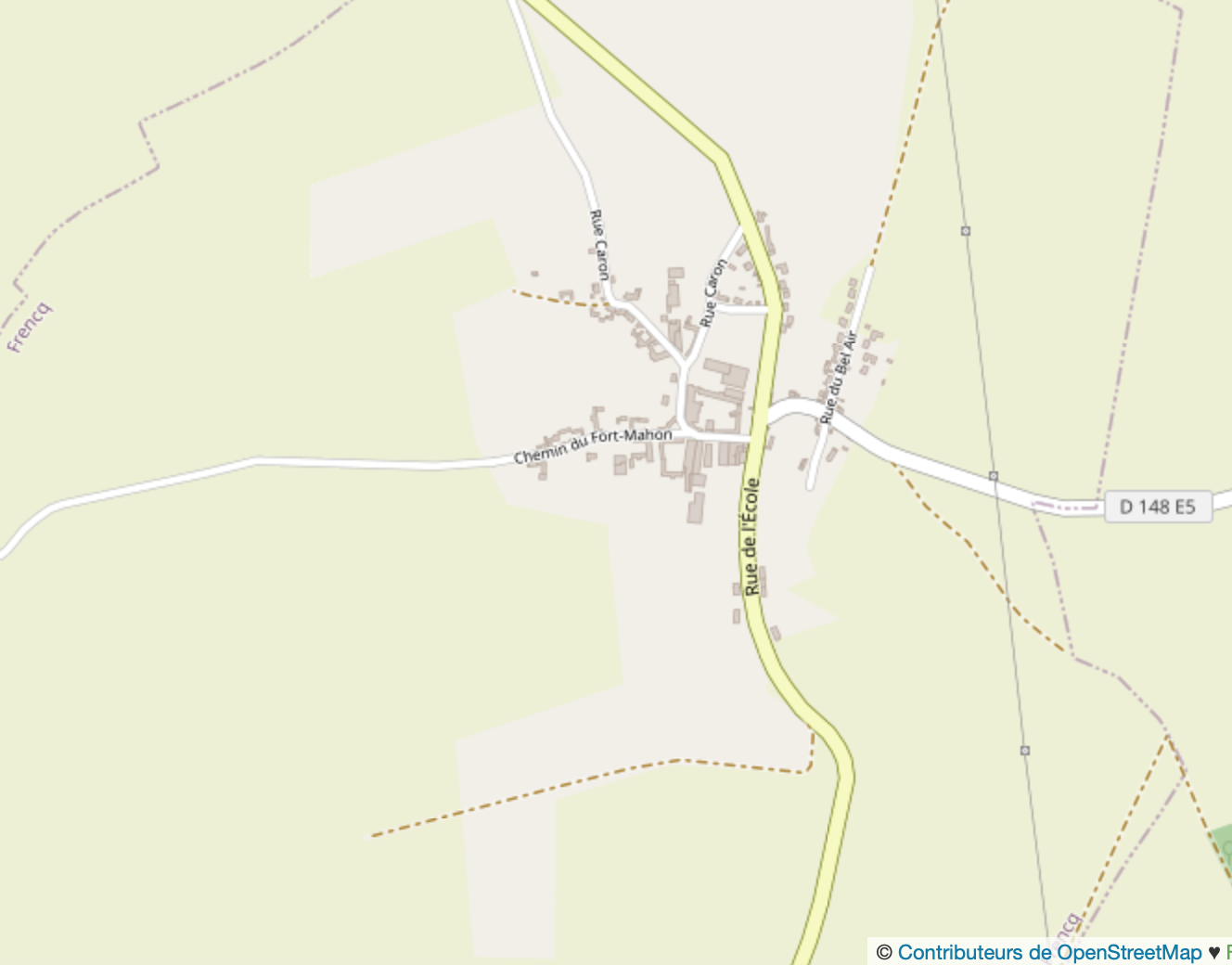
Les voies du hameau de Le Turne au nord de Frencq.
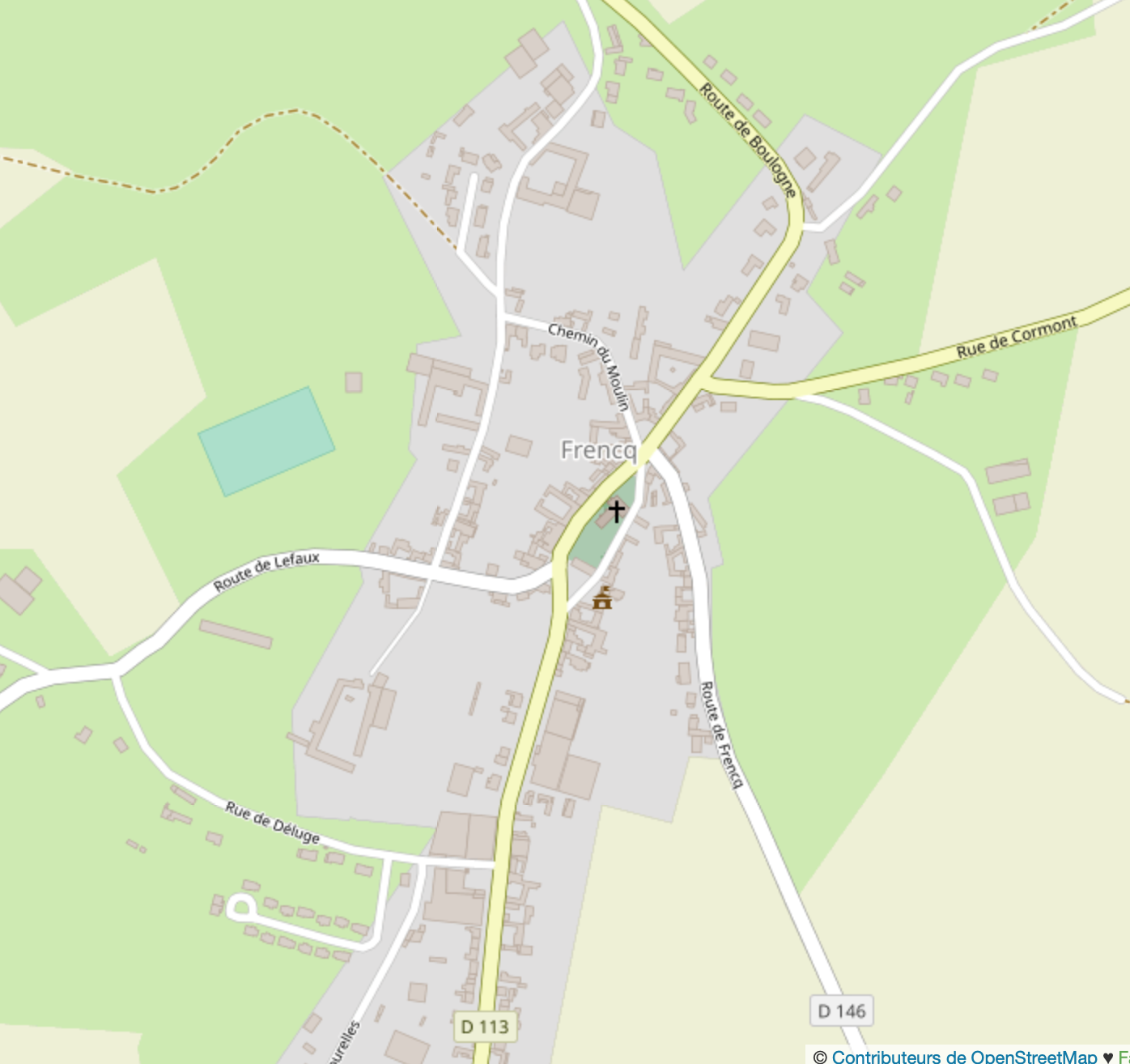
Les voies du village.
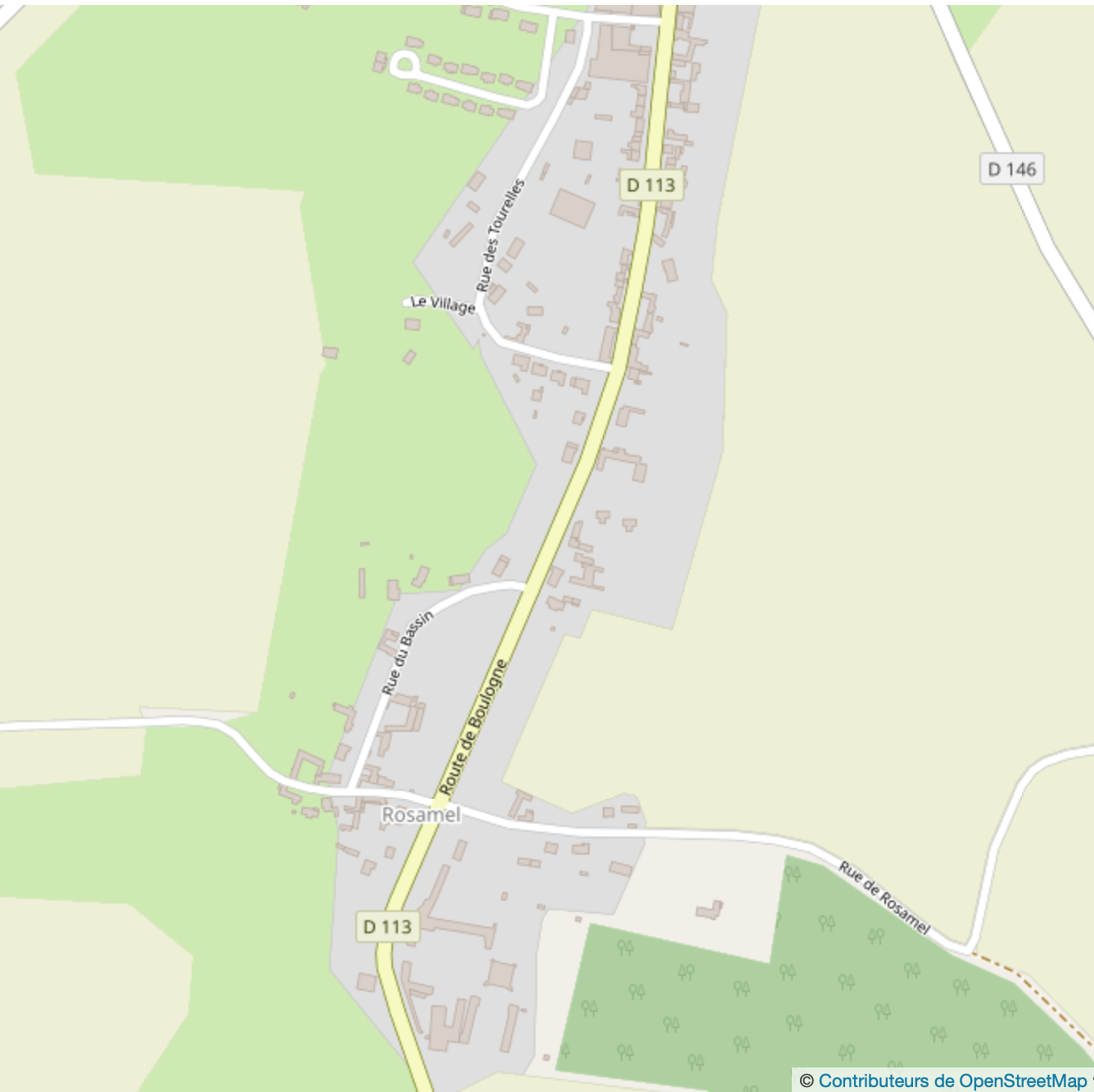
Les voies du lieu-dit Rosamel au sud de Frencq.
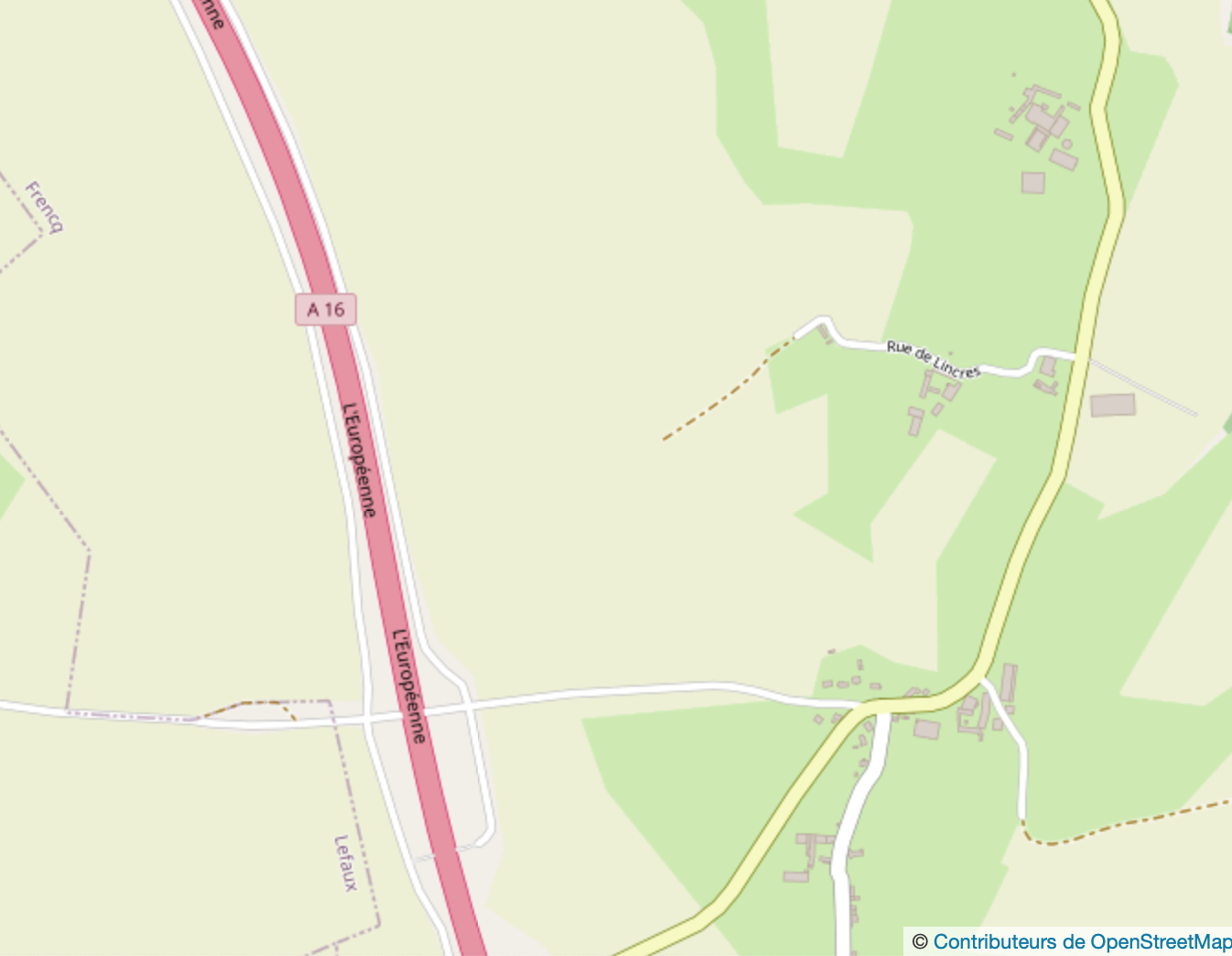
Les voies du hameau de Le Motte au sud de Frencq.

### Risques naturels et technologiques

#### Risques naturels
Le risque sismique est « très faible » sur l'ensemble du territoire communal (zone 1 sur 5 du zonage mis en place en mai 2011), la majorité des communes du Pas-de-Calais étant en risque « faible » (zone 2 sur 5).
La commune n'est pas exposé à un risque important d'inondation, aucun mouvement de terrain ou de présence de cavité souterraine n'est recensé, le potentiel radon est faible et l'exposition au retrait-gonflement des sols argileux dans la commune est avéré.
À la suite d'inondations et coulées de boue qui se sont produites le 29 octobre 2012, la commune est reconnue en état de catastrophe naturelle par arrêté du 30 novembre 2012.
À la suite du passage des tempêtes Ciarán, Domingos et Elisa et des inondations et coulées de boue qui se sont produites, la commune est reconnue, par arrêté du 14 novembre 2023, en état de catastrophe naturelle pour inondations et coulées de boue sur la période du 2 au 12 novembre 2023, comme 179 autres communes du département.

#### Risques technologiques
La commune est à plus de 20 km d'une centrale nucléaire. Les centrales nucléaires françaises les plus proches, productrices de la grande majorité de l'électricité fournie à la commune, sont celles de Gravelines et Penly (chacune à environ 70 km au nord et au sud), à noter que la centrale de Dungeness, en Angleterre, est située à 80 km.
Une seule installation industrielle est présente sur la commune.
Une canalisation de matières dangereuses est recensée dans la commune.

## Toponymie

### Attestations anciennes
Le nom de la localité est attesté sous les formes Franciliaco dans la plus ancienne charte de l'abbaye Saint-Bertin de Saint-Omer, nommée charte Adroald, remontant à l'an 648; Frencq en 1042 ; Frein en 1110 ; Frenc en 1112 ; French en 1141 ; Frenc en 1170 ; Frein au XIIe siècle ; Franc en 1314 ; Frenk en 1338 ; Francum en 1367 ; French au XIVe siècle ; Frenc-en-Boulenoiz au XIVe siècle ; Fren en 1559; Frencq en 1793 et 1801.

### Étymologie
On trouve la forme Franciliacum en latin; ce nom trouve son origine dans la présence d'un cantonnement des Francs remontant au IIIe siècle sur l'emplacement actuel de la commune, à la suite de la décision de l'empereur Maximien d'autoriser l'implantation de colonies franques en Morinie vers 291.

## Histoire
Une ancienne route, considérée par certains érudits comme une voie romaine, passait à Frencq, venant de Brexent-Énocq et allant à Widehem.
Jusqu'à la fin de l'Ancien Régime, le hameau du Turne forme une communauté distincte,.

## Politique et administration

### Découpage territorial
La commune se trouve dans l'arrondissement de Montreuil du département du Pas-de-Calais.

#### Commune et intercommunalités
Frencq fait partie, depuis le 1er janvier 2017, de la communauté d'agglomération des Deux Baies en Montreuillois (CA2BM) dont le siège est basé à Montreuil-sur-Mer.

#### Circonscriptions administratives
La commune fait partie du canton d'Étaples. Dans le cadre du redécoupage cantonal de 2014 en France, elle demeure rattachée au canton d'Étaples, qui est alors modifié, passant de 19 à 15 communes.

#### Circonscriptions électorales
Pour l'élection des députés, la commune fait partie, depuis 1986, de la quatrième circonscription du Pas-de-Calais.

### Élections municipales et communautaires
Le conseil municipal de Frencq, commune de moins de 1 000 habitants, est élu au scrutin majoritaire plurinominal à deux tours (sans aucune modification possible de la liste), pour un mandat de six ans renouvelable. Compte tenu de la population communale, le nombre de sièges à pourvoir lors des élections municipales de 2020 est de 15. 9 conseillers municipaux sont élus au premier tour avec un taux de participation de 69,06 % et les 6 autres conseillers municipaux, au deuxième tour, avec un taux de participation de 58,84 %.
Dans les communes de moins de 1 000 habitants, les conseillers communautaires sont désignés parmi les conseillers municipaux élus en suivant l’ordre du tableau (maire, adjoints puis conseillers municipaux) et dans la limite du nombre de sièges attribués à la commune au sein du conseil communautaire. Le siège attribué à la commune au sein de la CA2BM est élu dès le premier tour.

#### Liste des maires
| Période   | Période                   | Identité                         | Étiquette | Qualité                                                                                  |
| --------- | ------------------------- | -------------------------------- | --------- | ---------------------------------------------------------------------------------------- |
| 1945      | 1953                      | Alphonse Carlu                   |           | Cultivateur                                                                              |
| 1953      | 1956                      | Maurice Bigand                   |           | Cultivateur                                                                              |
| 1956      | 1977                      | Lucien Rigaux                    |           | Cultivateur                                                                              |
| 1977      | 2001                      | Jean Carlu fils d'Alphonse Carlu |           | Cultivateur                                                                              |
| mars 2001 | 2008                      | Yves Francois                    |           | Agriculteur                                                                              |
| mars 2008 | En cours (au 7 mars 2022) | Norbert Magnier                  |           | Ancien chef d’entreprise Réélu pour le mandat 2014-2020, Réélu pour le mandat 2020-2026, |

## Équipements et services publics

### Eau et déchets

#### Prélèvements en eau et usages
En 2018, la commune a prélevé, 183 198 m3, d'origine à 100 % souterraine.

#### Services en production et distribution d'eau potable, assainissement collectif, assainissement non collectif
La communauté d'agglomération des Deux Baies en Montreuillois (CA2BM) est compétente en matière de gestion de l'eau potable de la commune en gestion délégué à Véolia Eau, elle gère également l'assainissement collectif en gestion délégué et l'assainissement non collectif géré en régie par à Véolia Eau.

#### Tarifs de l'eau
au 1er janvier 2020 les tarifs sont les suivants :
- Eau potable, pour une facture de 120 m3, le m3 est facturé 1,98 euro.
- Assainissement collectif, pour une facture de 120 m3, le m3 est facturé 3,43 euros.
- Assainissement non-collectif, pour un diagnostic de bon fonctionnement et d'entretien, le montant facturé est de 100 euros[75].

#### Gestion des déchets
La gestion des déchets est organisée par la CA2BM.
La commune dispose des déchèteries d'Étaples (7 km) et Beaumerie (16 km).
Un site de compostage est situé dans la commune.

### Enseignement
La commune est située dans l'académie de Lille et dépend, pour les vacances scolaires, de la zone B.
La commune administre deux établissements publics :
- l'école primaire, 64, rue de l'Église à Frencq ;
- l'école élémentaire, 2 rue de l'École au hameau de le Turne[79].

2022 voit, dans la commune, le démarrage des travaux du projet de regroupement scolaire des communes de Lefaux, Widehem et Frencq. Ce projet, d'un coût de 2,5 millions euros, nommé le SIVU des trois clochers, doit pouvoir accueillir plus de 125 élèves dans cinq classes et sera doté d'une cantine et d'une garderie.

### Postes et télécommunications
La commune dispose d'une agence postale située au no 1 place de l'Église.

### Santé
Les Frencquois bénéficient, d'une part, des services du centre hospitalier de l'arrondissement de Montreuil (CHAM), situé à Rang-du-Fliers, à 25 km. Cet établissement, né en 1980, s'est agrandi depuis, il offre aujourd'hui plus de 900 lits et places, et d'autre part, de la clinique des acacias, ouverte en 1958, au hameau de Trépied, à Cucq, à 11 km. Cette clinique, créée en 1958, fait partie de la fondation Hopale, et dispose de 108 lits. Elle a eu un service spécialisé maternité de 1958 à 1998.

### Justice, sécurité, secours et défense

#### Justice
La commune dépend du tribunal de proximité de Montreuil-sur-Mer, du conseil de prud'hommes de Boulogne-sur-Mer, du tribunal judiciaire de Boulogne-sur-Mer, de la cour d'appel de Douai, du tribunal de commerce de Boulogne-sur-Mer, du tribunal administratif de Lille, de la cour administrative d'appel de Douai, du pôle nationalité du tribunal judiciaire de Boulogne-sur-Mer et du tribunal pour enfants de Boulogne-sur-Mer.

#### Sécurité
La commune est dans la compétence territoriale de la brigade de gendarmerie d'Étaples, au no 1 avenue du Blanc-Pavé, dont le territoire de compétence comprend également les communes : Camiers, Cormont, Étaples, Hubersent, Lefaux, Tubersent et Widehem,.

#### Secours
La commune bénéficie du centre d'incendie et de secours (CIS) d'Étaples.

## Population et société

### Démographie
Les habitants sont appelés les Frencquois.

#### Évolution démographique
L'évolution du nombre d'habitants est connue à travers les recensements de la population effectués dans la commune depuis 1793. Pour les communes de moins de 10 000 habitants, une enquête de recensement portant sur toute la population est réalisée tous les cinq ans, les populations de référence des années intermédiaires étant quant à elles estimées par interpolation ou extrapolation. Pour la commune, le premier recensement exhaustif entrant dans le cadre du nouveau dispositif a été réalisé en 2008.

En 2022, la commune comptait 899 habitants, en évolution de +8,71 % par rapport à 2016 (Pas-de-Calais : −0,72 %, France hors Mayotte : +2,11 %).
| 1793 | 1800 | 1806 | 1821 | 1831 | 1836 | 1841 | 1846 | 1851 |
| ---- | ---- | ---- | ---- | ---- | ---- | ---- | ---- | ---- |
| 774  | 807  | 774  | 905  | 934  | 872  | 891  | 921  | 936  |

| 1856 | 1861 | 1866 | 1872 | 1876 | 1881 | 1886 | 1891 | 1896 |
| ---- | ---- | ---- | ---- | ---- | ---- | ---- | ---- | ---- |
| 850  | 901  | 900  | 896  | 870  | 878  | 921  | 908  | 905  |

| 1901 | 1906 | 1911 | 1921 | 1926 | 1931 | 1936 | 1946 | 1954 |
| ---- | ---- | ---- | ---- | ---- | ---- | ---- | ---- | ---- |
| 939  | 988  | 977  | 890  | 852  | 806  | 785  | 832  | 824  |

| 1962 | 1968 | 1975 | 1982 | 1990 | 1999 | 2006 | 2008 | 2013 |
| ---- | ---- | ---- | ---- | ---- | ---- | ---- | ---- | ---- |
| 804  | 808  | 749  | 730  | 742  | 705  | 757  | 772  | 803  |

| 2018 | 2022 | - | - | - | - | - | - | - |
| ---- | ---- | - | - | - | - | - | - | - |
| 860  | 899  | - | - | - | - | - | - | - |

#### Pyramide des âges
La population de la commune est relativement jeune.
En 2018, le taux de personnes d'un âge inférieur à 30 ans s'élève à 38,6 %, soit au-dessus de la moyenne départementale (36,7 %). À l'inverse, le taux de personnes d'âge supérieur à 60 ans est de 23,2 % la même année, alors qu'il est de 24,9 % au niveau départemental.
En 2018, la commune comptait 411 hommes pour 449 femmes, soit un taux de 52,21 % de femmes, légèrement supérieur au taux départemental (51,50 %).
Les pyramides des âges de la commune et du département s'établissent comme suit.
| Hommes | Classe d’âge | Femmes |
| ------ | ------------ | ------ |
| 1,0    | 90 ou +      | 1,1    |
| 5,6    | 75-89 ans    | 9,1    |
| 15,6   | 60-74 ans    | 13,8   |
| 20,2   | 45-59 ans    | 18,3   |
| 19,5   | 30-44 ans    | 18,7   |
| 17,5   | 15-29 ans    | 16,3   |
| 20,7   | 0-14 ans     | 22,7   |

| Hommes | Classe d’âge | Femmes |
| ------ | ------------ | ------ |
| 0,5    | 90 ou +      | 1,6    |
| 5,6    | 75-89 ans    | 8,9    |
| 16,7   | 60-74 ans    | 18,1   |
| 20,2   | 45-59 ans    | 19,2   |
| 18,9   | 30-44 ans    | 18,1   |
| 18,2   | 15-29 ans    | 16,2   |
| 19,9   | 0-14 ans     | 17,9   |

### Sports et loisirs
La commune dispose d'un club multi-sport et d'un club de football, l'union sportive de Frencq.
Elle est parcourue par plusieurs chemins de randonnée PR (Promenades & Randonnées) passant par le centre de la commune.

### Cultes
Le territoire de la commune est rattaché à la paroisse de « Notre-Dame de foy » au sein du doyenné de Berck-Montreuil, dépendant du diocèse d'Arras. Ce doyenné couvre 68 communes.
La commune dispose d'un lieu de culte, l'église Saint-Martin, sise rue de l'Église.

### Médias
Le quotidien régional La Voix du Nord publie une édition locale pour le Montreuillois.
La commune est couverte par les programmes de France 3 Nord-Pas-de-Calais. Jusqu'en 2014, on pouvait également recevoir les programmes d'Opal'TV. Actuellement, la commune est également couverte par BFM Grand Littoral.

## Économie

### Revenus de la population et fiscalité
En 2021, la commune compte 327 ménages fiscaux, regroupant 883 personnes.
Le revenu fiscal médian par ménage de la commune est de 21 590 €, supérieur à celui du département du Pas-de-Calais (20 720 €) et inférieur à celui de la France métropolitaine (23 080 €),,.

### Emploi
|                       | 2010   | 2015   | 2021   |
| --------------------- | ------ | ------ | ------ |
| Commune               | 8,6 %  | 8,8 %  | 11,1 % |
| Département           | 11,3 % | 13,7 % | 11,2 % |
| France métropolitaine | 11,6 % | 13,7 % | 11,7 % |

En 2021, la population âgée de 15 à 64 ans s'élève à 551 personnes, parmi lesquelles on compte 77,6 % d'actifs (69,0 % ayant un emploi et 8,6 % de chômeurs) et 22,4 % d'inactifs,. En 2021, le taux de chômage communal (au sens du recensement) des 15-64 ans est légèrement inférieur à celui du département et à celui de la France métropolitaine.
La commune fait partie de la couronne de l'aire d'attraction d'Étaples - Le Touquet-Paris-Plage, du fait qu'au moins 15 % des actifs travaillent dans le pôle,. Elle compte 89 emplois en 2021, contre 100 en 2015 et 101 en 2010. Le nombre d'actifs ayant un emploi résidant dans la commune est de 381, soit un indicateur de concentration d'emploi de 23,3 et un taux d'activité parmi les 15 ans ou plus de 60,5 %.
Sur ces 381 actifs de 15 ans ou plus ayant un emploi, 54 travaillent dans la commune, soit 14 % des habitants. Pour se rendre au travail, 90,1 % des habitants utilisent une voiture, un camion ou une fourgonnette, 0,8 % les transports en commun, 3,1 % s'y rendent en deux-roues motorisé, à vélo ou à pied et 6,1 % n'ont pas besoin de transport (travail au domicile).

### Entreprises et commerces

#### Activités hors agriculture
48 établissements marchands non agricoles sont économiquement actifs en 2022 à Frencq,,.
| Secteur d'activité                                                                                        | Commune | Commune | Département |
| Secteur d'activité                                                                                        | Nombre  | %       | %           |
| --- | ------- | ------- | ----------- |
| Ensemble                                                                                                  | 48      | 100 %   | (100 %)     |
| Industrie manufacturière, industries extractives et autres                                                | 2       | 4,2 %   | (5,3 %)     |
| Construction                                                                                              | 7       | 14,6 %  | (11,7 %)    |
| Commerce de gros et de détail, transports, hébergement et restauration                                    | 11      | 22,9 %  | (22,5 %)    |
| Information et communication                                                                              | 1       | 2,1 %   | (3,6 %)     |
| Activités financières et d'assurance                                                                      | 3       | 6,3 %   | (5,3 %)     |
| Activités immobilières                                                                                    | 3       | 6,3 %   | (5,7 %)     |
| Activités spécialisées, scientifiques et techniques et activités de services administratifs et de soutien | 8       | 16,7 %  | (20,2 %)    |
| Administration publique, enseignement, santé humaine et action sociale                                    | 9       | 18,8 %  | (15,8 %)    |
| Autres activités de services                                                                              | 4       | 8,3 %   | (9,9 %)     |

#### Agriculture
La commune est dans le « pays de Montreuil », une petite région agricole dans le département du Pas-de-Calais. En 2020, l'orientation technico-économique de l'agriculture  sur la commune est la polyculture et/ou le polyélevage. 
|               | 1988  | 2000  | 2010  | 2020  |
| ------------- | ----- | ----- | ----- | ----- |
| Exploitations | 25    | 17    | 12    | 13    |
| SAU (ha)      | 1 763 | 1 727 | 1 440 | 1 445 |

Le nombre d'exploitations agricoles en activité et ayant leur siège dans la commune est passé de 25 lors du recensement agricole de 1988  à 17 en 2000 puis à 12 en 2010 et enfin à 13 en 2020, soit une baisse de 48 % en 32 ans. Le même mouvement est observé à l'échelle du département qui a perdu pendant cette période 65 % de ses exploitations (passant de 16 556 à 5 736),. La surface agricole utilisée sur la commune a également diminué, passant de 1 763 ha en 1988 à 1 445 ha en 2020. Parallèlement la surface agricole utilisée moyenne par exploitation a augmenté, passant de 71 à 111 ha,.
En 2010, on comptait 12 exploitations agricoles, pour une superficie agricole utilisée de 1 440 hectares, dont 7 exploitations avec un cheptel de vaches laitières et 5 exploitations avec un cheptel de vaches nourrices.

## Culture locale et patrimoine

### Lieux et monuments

#### Monument historique
- Le château de Rosamel est inscrit sur l'inventaire supplémentaire des Monuments historiques[104] par arrêté du 7 novembre 1966 (façades et toitures du château et des communs, y compris celles des deux pavillons accolés aux communs).

#### Inscription au patrimoine architectural
- Le parc du château de Rosamel est inscrit au patrimoine architectural du ministère de la Culture[105].

#### Autres monuments
- L'église Saint-Martin. Le chœur date du XIIe siècle et la tour du XVIIIe siècle[106]. Elle héberge huit éléments patrimoniaux, répertoriés dans la base Palissy, classés ou inscrits au titre d'objet des monuments historiques. Trois sont classés[107], dont un gisant d'un chevalier du XIVe siècle, Enguerrand d'Eudin[108](+ ca 1390), qui, en son temps, eut une destinée remarquable : natif et seigneur de Frencq, il devint capitaine châtelain au Crotoy en 1372, gouverneur du Ponthieu, chambellan du roi, puis gouverneur du Dauphiné en 1385 sous Charles VI[109].

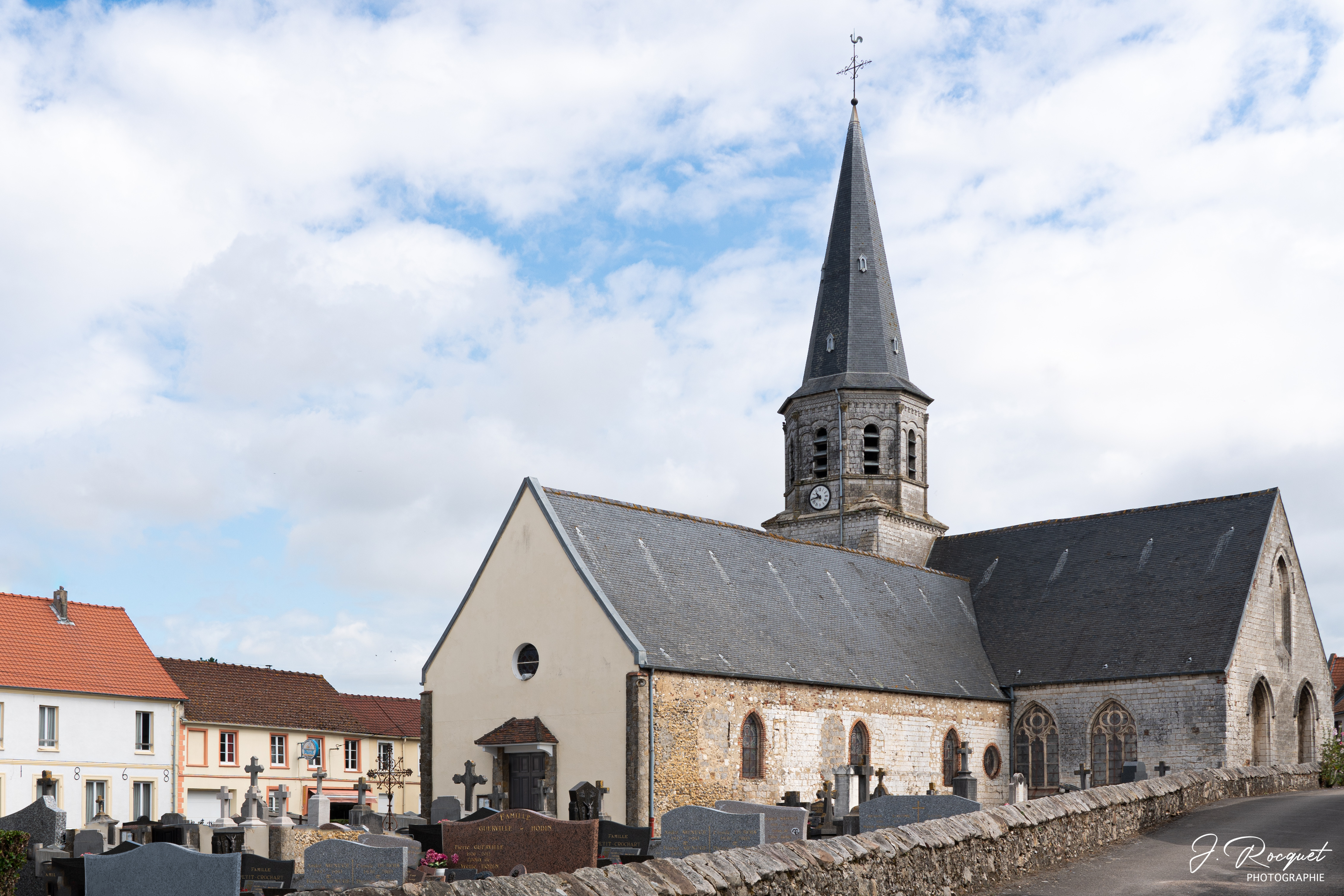
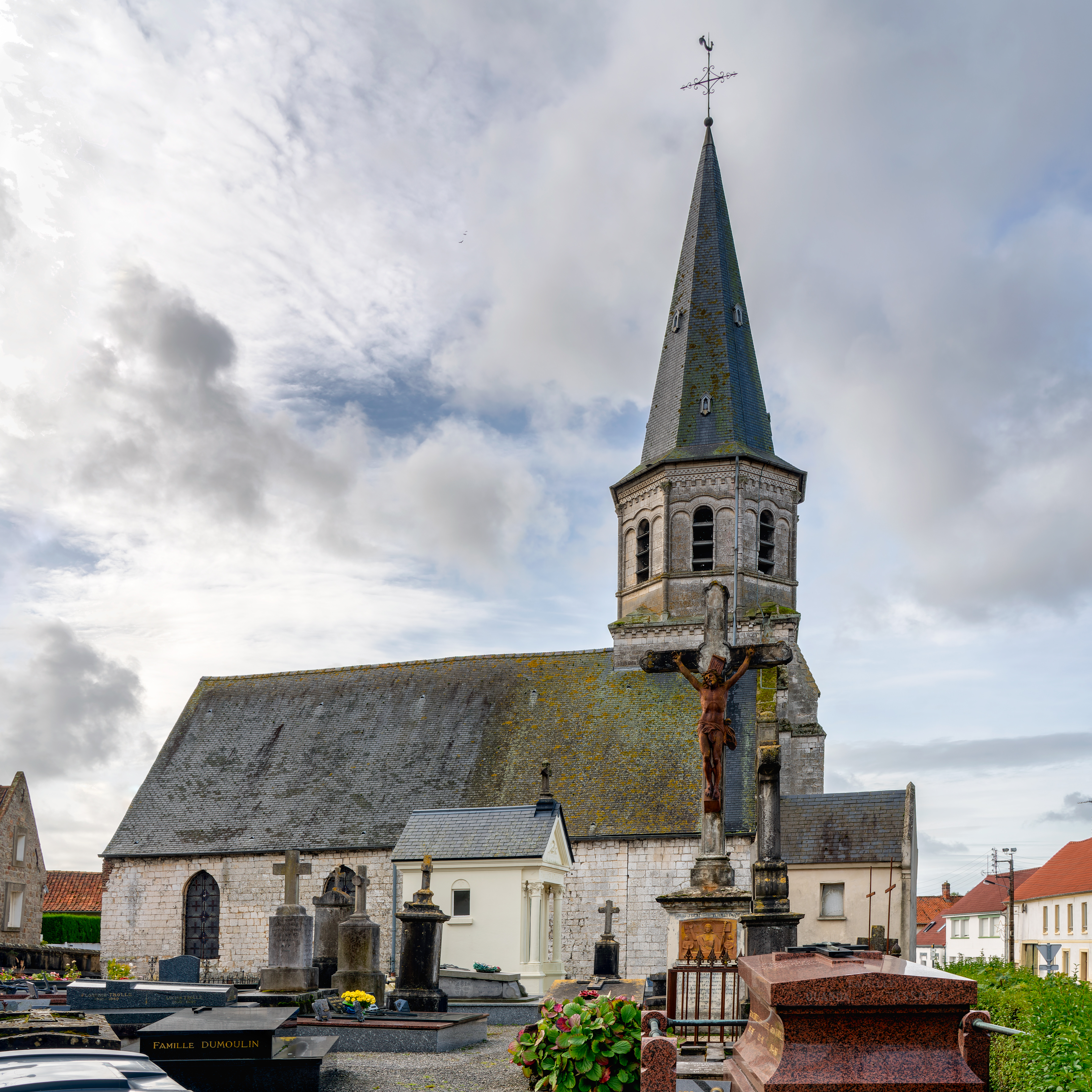
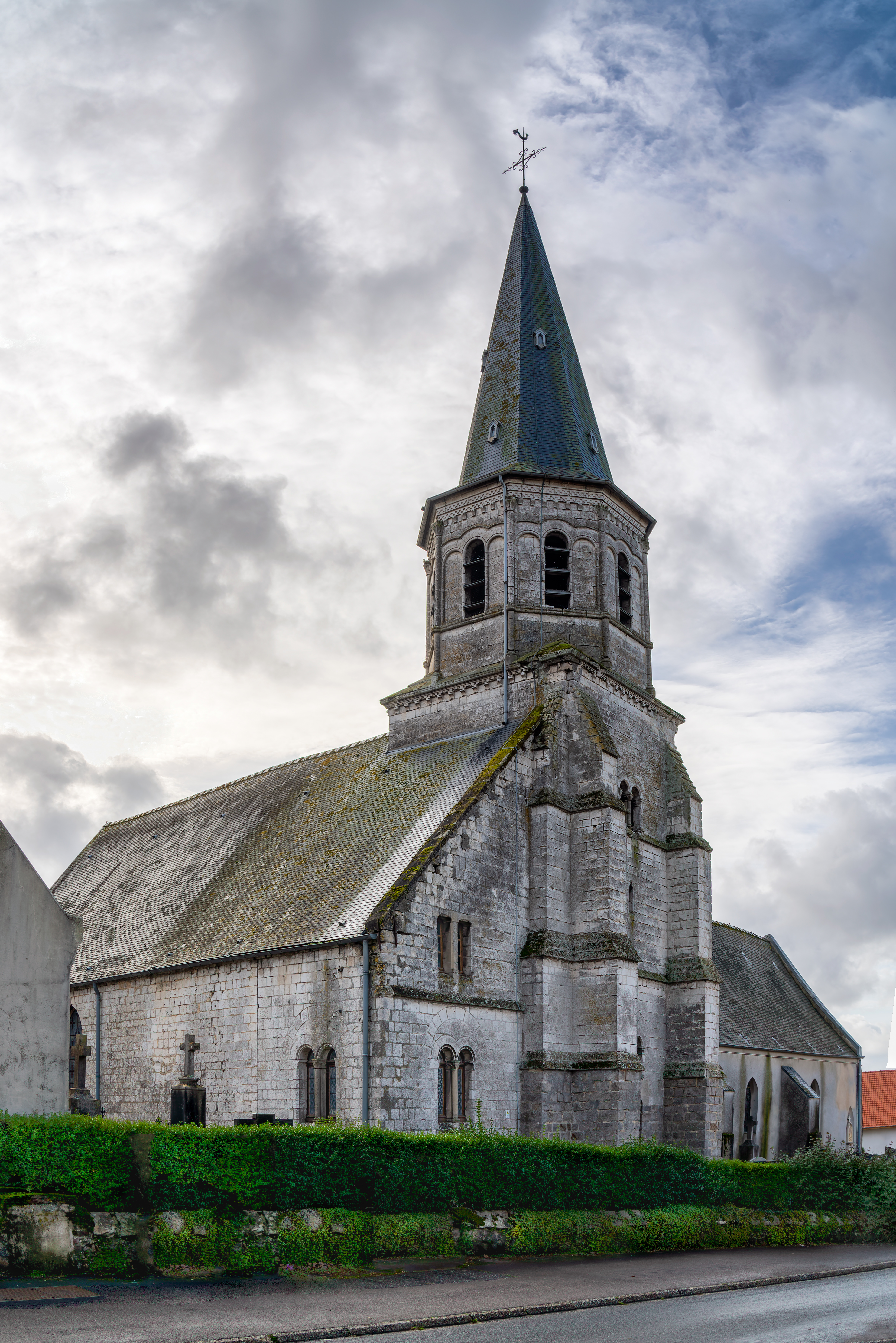
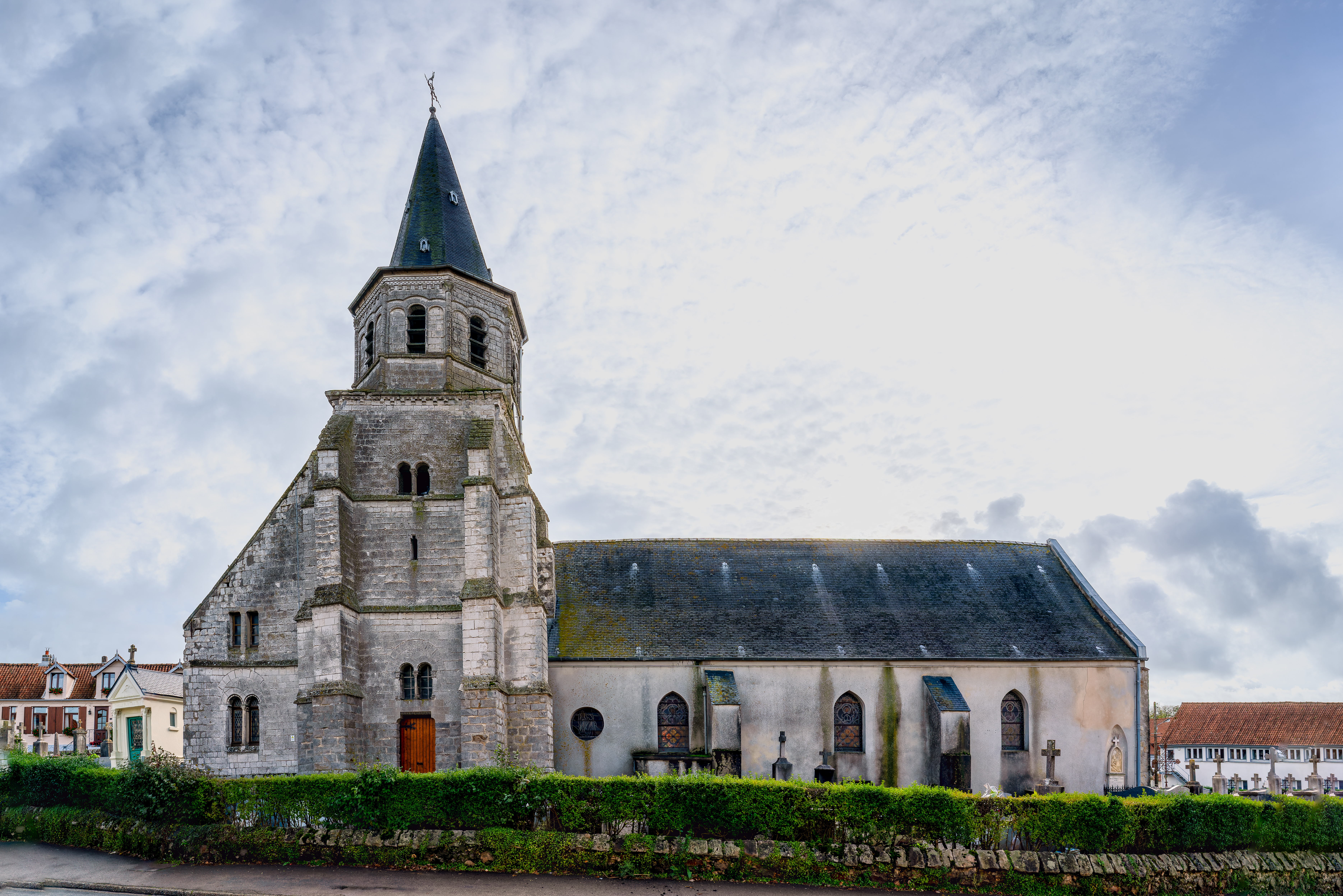

- Le monument aux morts, inauguré le 17 avril 1921. Une stèle en hommage aux morts de la guerre franco-allemande de 1870 est adossée à l'église[110].

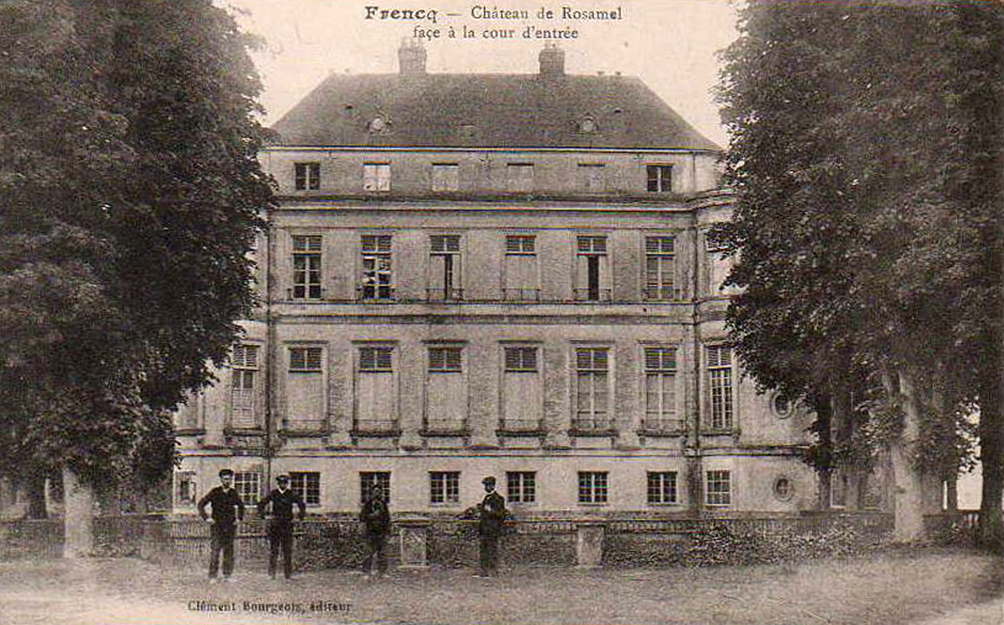
Le château de Rosamel.
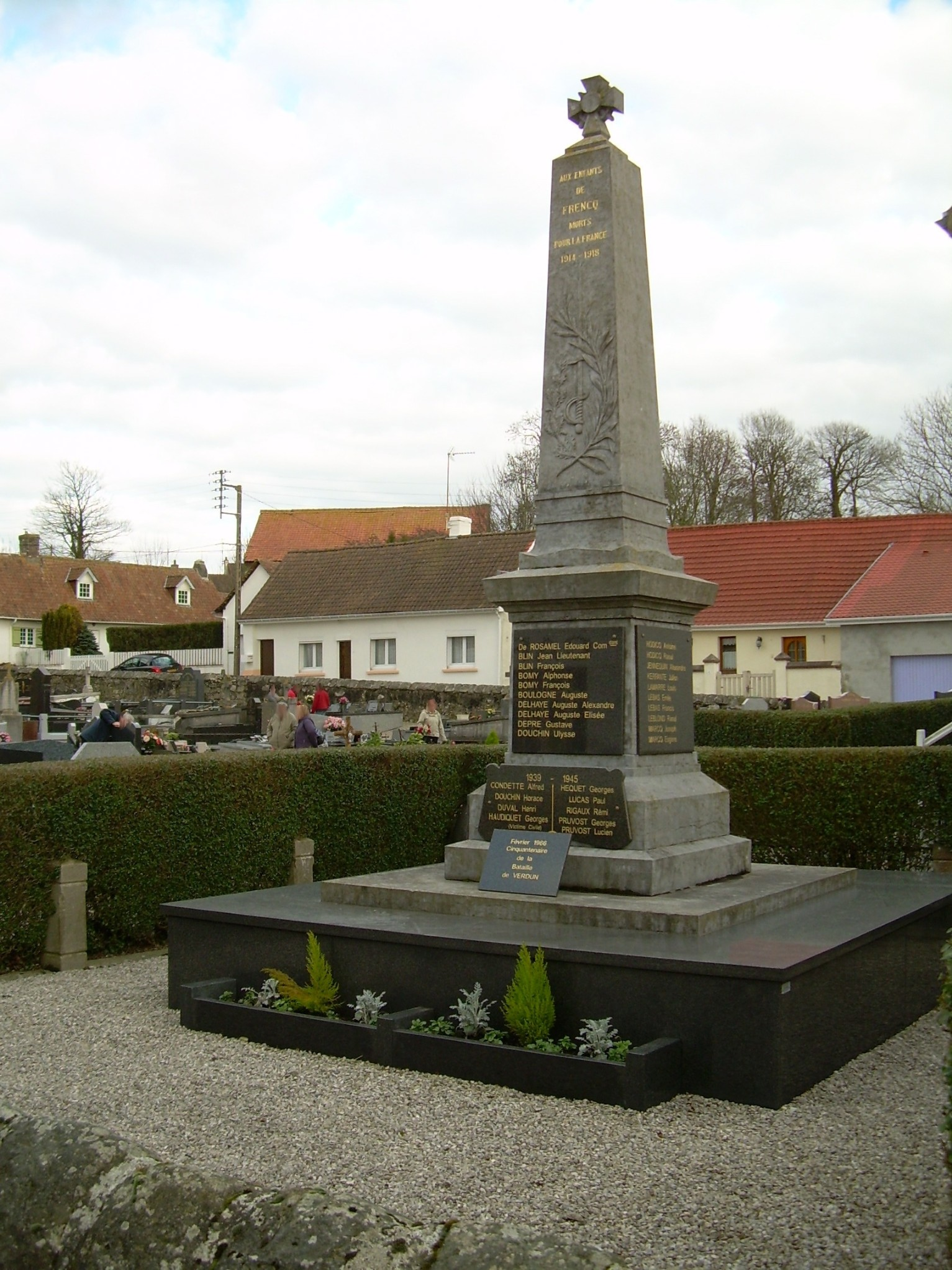
Le monument aux morts.
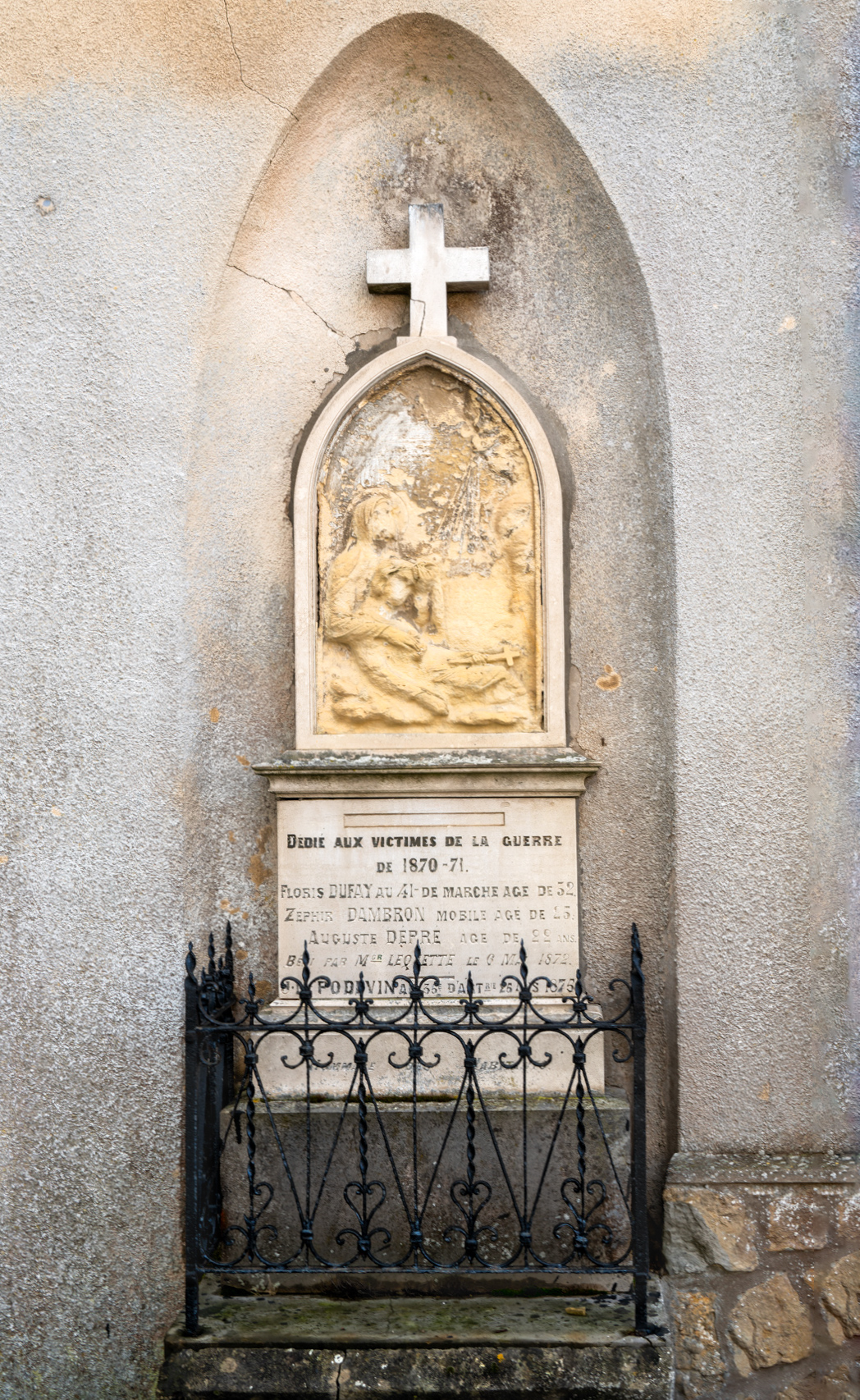
La stèle aux morts de 1870.

### Personnalités liées à la commune
- Enguerrand d'Eudin (+ 1391), Chevalier, Gouverneur du Ponthieu, Chambellan du roi Charles V, puis Gouverneur du Dauphiné sous Charles VI[108].
- Claude du Campe de Rosamel (1774-1848), amiral et homme politique français, né à Frencq.
- Louis du Campe de Rosamel (1805-1873), officier de marine et homme politique français, mort au château de Rosamel à Frencq.

### Héraldique
| Blason de Frencq | Blason  | D'argent à deux fasces de gueules accompagnées de trois roses du même rangées en pal. |
| Blason de Frencq | Détails | Armes de la famille du Campe de Rosamel, établie au hameau de Rosamel, auxquelles ont été ajoutées des roses parlantes (rose → Rosamel). Le statut officiel du blason reste à déterminer. |

## Pour approfondir